# Minecraft
Мајнкрафт (енгл. Minecraft) је видео-игра коју је направио шведски програмер Маркус Персон познатији као Ноч (енгл. Notch) и његова компанија Мојанг. Појавила се у продаји 17. маја 2009. У игри је све изграђено од коцкастих блокова, а играч у њој може слободно да се креће. Видео-игра је 9. маја 2012. изашла и за Xbox 360. Minecraft Pocket Edition је изашао 16. августа 2011. за Xperia play и Гугл плеј продавнице. Мајнкрафт је преведен на много светских језика, укључујући и српски језик. Мајнкрафт је први пут написан у програмском језику C++.

## Начин игре
Постоје три начина игре и четири тежине.
У зависности од одабраног начина тежине игре, циљеви и начин за постизање тих циљева су потпуно различити, и искуство играња скоро као из различитих игара.

### Начини

#### Преживљавање
У Преживљавању (енгл. Survival) играч треба да скупља ресурсе и преживи. Константно је под нападом непријатељских створења, а мора да пази и на глад. Мада је коначни циљ преживљавања долазак до Беспућа и поражавање змаја који се тамо налази, то није једини циљ игре, јер се након тога игра наставља. Различити играчи играју игру на различите начине, те неки покушавају да набаве најбољу опрему, и поразе што више непријатељских створења, док други граде грађевине за декорацију или комплексне машине за брзо скупљање ресурса.

#### Креативно
У Креативном (енгл. Creative) играч има неограничен приступ скоро свим ресурсима и може да лети, без опасности од агресивних створења. Овај начин игре нема скоро никакав предодређени циљ, и служи углавном за градњу.

#### Тврдокорно
У Тврдокорном (енгл. Hardcore) играч исто ради што и на Преживљавању, али има само један живот и игра је увек намештена на најтежу тежину.

### Тежине
Играч може да мења тежину игре у опцијама. На мирном играч не мора да једе, лечи се брже, и не стварају се опасна створења. На лаком се стварају непријатељска створења. На нормалном се исто стварају непријатељска створења, али задају више штете играчу. На тешком зомбији могу да провале дрвена врата и створења задају много више штете играчу. Такође постоје варијације у опремљености створења оклопима и оружјем, количини поена здравља змаја Беспућа, итд.

## Популарност
Популарност ове игре се мењала током година. Мајнкрафт је годинама стицао све већу и већу популарност, али због продаје компаније Mojang 2014. године, игра нагло губи популарност због мањка надоградњи. Од почетка 2019. године игра убрзо добија на популарности и успева да постане најпродаванија видео-игра свих времена, престижући Tetris.

## Елементи игре

### Блокови
„Блокови” су главна и најпрепознатљивија компонента игре.
То су углавном коцкасте(Степенице могу да попуне 6, а понекад и 5 или 7 осмина целе коцке. Полуплоче попуњавају доњу или горњу половину целог блока, слој снега и тепих по 1/16, док неки блокови немају запремину, већ само дводимензионалну слику у свету(нпр. цвеће)...)
Већина блокова, уколико ископана одговарајућим алатом, нестаје и оставља иза себе минијатурну копију(тзв предмет), која левитира пар центиметара изнад пода и коју играч може да покупи уколико јој се приближи. Тада се тај блок појављује у играчевом инвентару, и он може да га постави другде у свету десним кликом.
Блокови варирају по великом броју карактеристика, попут изгледа, отпорности на експлозије, подложности ватри, интеракција са другим блоковима, по томе да ли на њих делује гравитација...
Течности, попут лаве и воде, није могуће ископати, већ се купе и постављају кофом.

#### Црвенкамен
Црвенкамен је црвенкаст прах добијен из руде која се ствара дубоко под земљом. Сам прах се може посути на земљу, и ствара неки тип жице. Од њега се праве разне компоненте, углавном везане за електричну механику игре(тзв. црвекамен струју), попут клипова који гурају блокове и појачивача који појачавају сигнал у жици.
Од црвенкамена се може направити велики број комплексних машина, попут летелица које могу да лете неограничено далеко, или врата од клипова која могу да отворе или затворе рупе у зиду изузетно брзо.
Занимљиво је да се од црвенкамена могу направити све 3 основне логичке капије, што мајнкрафт чини Тјуринг потпуним, и значи да је, теоретски, могуће направити сваки компјутер у игри, уколико се претпостави бесконачно време и простор.

### Створења
Постоје три врсте створења у Мајнкрафту. Пасивна, неутрална и непријатељска.
Створења која не нападају играче спадају у пасивна. То су: Краве, Свиње, Овце, Кокошке, Дивље Мачке, Зечеви, Коњи, Лисице, Слепи Мишеви, Гљивокраве (Печуркраве), Магарци, Папагаји, Лигње, Корњаче, разне врсте Риба и Сељаци.
Створења која нападају играче под одређеним околностима спадају у неутрална. То су: Делфини, Ламе, Панде, Поларни Медведи, Вукови, Ендермени (Беспутници), Свињољуди (Свињци), Зомби Свињољуди (Зомби Свињци), Паукови и Пећински Паукови.
Делфини, Ламе, одређене Панде, Гвоздени Големи, Вукови и Зомби Свињољуди узвраћају ако буду нападнути први. Поларни медведи нападају ако се играчи превише приближе њиховим младунцима или ако они буду нападнути.
Ендермени (Беспутници) нападају ако играч директно гледа у њих или ако их играч удари. Проблем са погледом може бити решен ако играчи ставе бундеве на главу, али то знатно омета видокруг и није пожељно.
Паукови и Пећински Паукови нападају ако се играч налази у мраку или ако падне ноћ (без обзира на ниво светлости). Свињољуди (Свињци) нападају играча у три случаја и са три различита нивоа агресије: 
1. Ако примете да играч не носи златни оклоп на себи, то се може избећи облачењем било ког дела златног оклопа или давањем златне полуге Свињочовеку који ће потом одустати од напада. 
2. Ако виде да играч отвара ковчег у грађевини под називом Остаци утврђивања, то се такође може избећи давањем златне полуге Свињочовеку.
3. Ако виде да играч повређује другог Свињочовека, осим ако га убије у једном ударцу (што је веома тешко), тај вид агресије се не може зауставити све док играч не умре или побегне даље од одређене даљине. Створења која нападају играче у свим околностима су непријатељска. То су: Зомбији, Костури, Крипери (Бауци), Вештице, Љиге (Слајмови), Чувари, Сребрне Бубе, Ендермити, Фантоми, Љуске, Луталице и Злиљаци.
Сви (сем Ендермита и Злиљака) се стварају у мраку.
Зомбији су најчешћи међу непријатељским створењима. Они се могу створити са оклопом и оружјем. Постоје и Зомби Сељаци. То су Сељаци претворени у Зомбије. Они се могу створити, али и могу настати од обичног сељака када зомби нападне једног. Сељаци су једина створења које зомбији нападају сем играча. Такође постоје и Зомби Бебе (мали Зомбији).
Костури се могу такође створити са оклопом, али се сви стварају са луком.
Крипери су створења која се само-детонирају у присуству играча.
Такође, у одвојеној димензији која се зове Недер постоје посебна створења која се само тамо могу наћи. То су: Магме, Пламенови, Авети (Духови) и Усахнули Костури.
У Беспућу, још једној димензији, се налазе Шулкери, створења из Беспут Градова. Такође ту је и Ендер-Змај, главно створење у игри.
Неке од претходних животиња могу да се припитоме, као на пример Вук и Коњ.
Исто тако, постоје и три створења које само играч може да направи. То су Снежни Голем (Снешко Белић), Гвоздени Голем и Усахнули.
Док два прва наведена помажу играчу, Усахнули је још једно главно створење које играч може победити.
Нека створења се стварају само у одређеним биомима и структурама.

### Ствари и Алати
Ствари и Алати се не могу поставити као блокови. Већ, они се користе како би играч обновио живот, како би прикупио неке одређене блокове, како би лакше победио непријатеље итд.
Једна од најбитнијих врста ствари је храна. Храна је потребна како би се играч прехранио и како би се опоравио од повреда.
Алати конкретно служе да би играч могао да копа, да обрађује земљу, како би могао лакше да цепа дрва и сличне функције.
Прикупљене ствари се добијају од одређених створења, када се ископа неки блок. Помоћу њих играч прави остале ствари. Храна спада у ову категорију такође.
Постоје и напици. Они служе да би играч добио одређене способности, као на пример да дише под водом или да има отпорност од ватре и лаве.

### Предели
Minecraft пружа јако велики свет пун разних биома и структура. Биоми доступни у игри су: Пустиње, Саване, Месе, Планине (Екстремна Брда), Шуме, Мрачне Шуме, Џунгле, Равнице, Ледене Равнице, Тајге, Мочваре, Океане и Острва Печурака.
Грађевине које се стварају су: Села, Пустињски Храмови, Храмови у Џунгли, Напуштени Рудници, Тамнице, Иглои, Утврђења, Шумске Палате, Океански Споменици, Потонули Бродови и Океанске Структуре. Постоје и две димензије: Беспуће и Вилајет.